# Kris Brown
Kristopher Clayton Brown, detto Kris (Irving, 23 dicembre 1976), è un giocatore di football americano statunitense che gioca nel ruolo di placekicker e attualmente è free agent.

## Nella NFL
Stagione 1999
Preso come 228a scelta dai Pittsburgh Steelers ha giocato 16 partite realizzando 25 su 29 field goal di cui uno bloccato con il più lungo di 51 yard, ha fatto 30 su 31 extra point di cui uno bloccato, 73 kickoff per 4088 yard di cui 2 terminati fuori dal campo di gioco, 3 in touchback, 63 ritornati e 6 onside kick di cui 2 recuperati.
Stagione 2000
Ha giocato 16 partite realizzando 25 su 30 field goal con il più lungo di 52 yard, ha fatto 32 su 33 extra point, 77 kick off per 4431 yard di cui 2 terminati fuori dal campo di gioco 4 in touchback, 69 ritornati e 2 onside kick di cui uno recuperato.
Stagione 2001
Ha giocato 16 partite realizzando 30 su 44 field goal"record personale" con il più lungo di 55 yard, ha fatto 34 su 37 extra point, 3 punt per 106 yard di cui uno downed e 2 ritornati, 84 kick off per 5058 yard di cui 2 terminati fuori dal campo di gioco, 9 in touchback, 72 ritornati con un touchdown e un onside kick recuperato, ha fatto un tackle da solo, un fumble poi recuperato per nessuna iarda e infine una corsa per 6 yard.
Stagione 2002
Passa agli Houston Texans dove gioca 16 partite realizzando 17 su 24 field goal con il più lungo di 51 yard, ha fatto 20 su 20 extra point, 56 kick off per 3402 yard di cui uno terminato fuori dal campo di gioco, 2 in touchback, 51 ritornati con un touchdown e 2 onside kick.
Stagione 2003
Ha giocato 16 partite realizzando 18 su 22 field goal con il più lungo di 50 yard, ha fatto 27 su 27 extra point, 61 kick off per 3891 yard di cui 8 in touchback, 52 ritornati e un onside kick. Infine 4 tackle da solo"record personale"
Stagione 2004
Ha giocato 16 partite realizzando 17 su 24 field goal con il più lungo di 50 yard, ha fatto 34 su 34 extra point, 69 kick off per 4402 yard di cui uno terminato fuori dal campo di gioco, 9 in touchback, 58 ritornati con un touchdown e un onside kick. Infine 3 tackle da solo.
Stagione 2005
Ha giocato 16 partite realizzando 26 su 34 field goal con il più lungo di 53 yard, ha fatto 24 su 24 extra point, 68 kick off per 4389 yard di cui 11 in touchback, 54 ritornati e un onside kick, una corsa per 4 yard e infine un tackle da solo.
Stagione 2006
Ha giocato 16 partite realizzando 19 su 25 field goal con il più lungo di 49 yard, ha fatto 26 su 27 extra point di cui uno bloccato, 64 kick off per 4153 yard di cui uno terminato fuori dal campo di gioco, 10 in touchback, 52 ritornati con un touchdown e 2 onside kick.
Stagione 2007
Ha giocato 16 partite realizzando 25 su 39 field goal con il più lungo di 57 yard"record personale", ha fatto 40 su 40 extra point, 84 kick off per 5295 yard di cui 11 in touchback, 69 ritornati e 4 onside kick di cui uno recuperato. Infine un tackle da solo.
Stagione 2008
Ha giocato 16 partite realizzando 29 su 33 field goal con il più lungo di 53 yard, ha fatto 37 su 37 extra point, 84 kick off per 5398 yard di cui 9 in touchback, 72 ritornati e 2 onside kick, un tackle da solo e un fumble recuperato per nessuna iarda.
Stagione 2009
Ha giocato 16 partite realizzando 21 su 32 field goal con il più lungo di 56 yard, ha fatto 43 su 44 extra point"record personale", 82 kick off per 5432 yard"record personale" di cui uno terminato fuori dal campo di gioco, 10 in touchback, 71 ritornati e un onside kick. Infine ha fatto un tackle da solo.

## Vittorie e premi
- First-team All-Pro (2007